# 薩利斯 (密西西比州)
薩利斯（英語：Sallis）是位於美國密西西比州阿塔拉縣的城鎮。

## 人口
根據2020年美國人口普查的數據，薩利斯的面積為1.06平方千米，皆為陸地。當地共有人口131人，而人口密度為每平方千米124人。